# (73821) 1995 WY15
(73821) 1995 WY15 – planetoida z pasa głównego asteroid okrążająca Słońce w ciągu 3,69 lat w średniej odległości 2,39 j.a. Odkryta 17 listopada 1995 roku.